# 希爾斯科耶湖
58°20′04″N 29°04′45″E / 58.33444°N 29.07917°E
希爾斯科耶湖（俄语：Щирское），是俄羅斯的湖泊，位於該國西北部，由普斯科夫州負責管轄，處於斯特魯吉-克拉斯內耶區，面積8.2平方公里，集水區面積28.2平方公里，平均水深2.9米，最大水深11.5米。